# Саловский (Волгодонской район)
Саловский — посёлок в Волгодонском районе Ростовской области.
Входит в состав Добровольского сельского поселения.

## История
В 2004 году постановлением Законодательного собрания Ростовской области станция Саловская Верхнесеребряковского сельсовета Зимовниковского района включена в состав поселка Саловский Добровольского сельсовета Волгодонского района, в связи с фактическим слиянием.

## Население
| 2002 | 2010 |
| ---- | ---- |
| 266  | ↗330 |

## Улицы
- ул. Железнодорожная
- ул. Луговая
- ул. Молодёжная
- ул. Степная
- ул. Энергетиков